# Kenan Salo
Kenan Salo (* 6. Juli 2001) ist ein österreichischer Fußballspieler.

## Karriere

### Verein
Salo begann seine Karriere beim LASK. 2015 kam er in die AKA Linz, in der er fortan sämtliche Altersstufen durchlief.
Ab der Saison 2018/19 sollte er zusätzlich für den FC Juniors OÖ in der 2. Liga zum Einsatz kommen. Sein Debüt in der zweithöchsten Spielklasse gab er im November 2018, als er am 14. Spieltag jener Saison gegen den SKU Amstetten in der 79. Minute für Marcel Pointner eingewechselt wurde.
Zur Saison 2020/21 wechselte er zum Regionalligisten WSC Hertha Wels. Für die Welser kam er zu zehn Einsätzen in der Regionalliga. Zur Saison 2021/22 schloss er sich dem viertklassigen ASKÖ Donau Linz an.

### Nationalmannschaft
Salo spielte im September 2016 erstmals für eine österreichische Jugendnationalauswahl. Im Februar 2018 absolvierte er zwei Spiele gegen Georgien für die U-17-Auswahl. Im September 2018 kam er gegen Rumänien erstmals für das U-18-Team zum Einsatz.